# NGC 1964
NGC 1964 é uma galáxia espiral barrada (SBb) localizada na direcção da constelação de Lepus. Possui uma declinação de -21° 56' 43" e uma ascensão recta de 5 horas, 33 minutos e 21,8 segundos.
A galáxia NGC 1964 foi descoberta em 20 de Novembro de 1784 por William Herschel.